# Oppsal Idrettsforening
In questa pagina sono contenuti la storia e la struttura dell'Oppsal Idrettsforening.

## Storia
L'Oppsal Idrettsforening è stato fondato ufficialmente nel 1912. Dal 1940, nella polisportiva si pratica orientamento. Nel 1972 è stata costituita la sezione riservata alla pallacanestro. Dal 1989, insegna ginnastica ai bambini da 5 agli 8 anni. Nel 2012, è stata fondata la sezione dedicata al cricket.
Inoltre, la polisportiva ha una plurititolata squadra di pallamano, l'Oppsal Håndball. Ha anche una squadra calcistica maschile ed una femminile: nel 2023, la prima milita in 3. divisjon (terzo livello del campionato norvegese), mentre la seconda in 4. divisjon (quinto livello del campionato). A queste due prime squadre si aggiungono tutte le compagini giovanili, maschili e femminili.
Infine, l'Oppsal Idrettsforening pratica anche sci.

## Sezioni
Di seguito l'elenco delle sezioni sportive e delle attività associate che fanno parte dell'Oppsal Idrettsforening.
- Sezioni:

1. Oppsal Allidrett
2. Oppsal Basket
3. Oppsal Cricket
4. Oppsal I.F. Fotball (calcio)
5. Oppsal Håndball (pallamano)
6. Oppsal Hockey
7. Oppsal Orientering (orientamento)
8. Oppsal Ski (sci)